# Макон
Макон (фр. Mâcon) је град у источној Француској. Налази се у департману Саона и Лоара, у региону Бургоњи, око 60 километара северно од Лиона. Кроз град протиче река Саона.

## Историја
Град је основан у 3. веку п. н. е. на месту ранијег келтског насеља, где су Римљани сазидали тврђаву (каструм). Првобитно име му је било Матиско. У 6. веку, Франци су освојили ову област, а Макон је 536. постао седиште бискупије. Током 13. века Макон је био престоница моћне Бургундске грофовије. Град је претрпео тешка разарања у Стогодишњем рату.

## Географија

### Клима
| Клима (Макон)              | Клима (Макон) | Клима (Макон) | Клима (Макон) | Клима (Макон) | Клима (Макон) | Клима (Макон) | Клима (Макон) | Клима (Макон) | Клима (Макон) | Клима (Макон) | Клима (Макон) | Клима (Макон) | Клима (Макон)  |
| Показатељ \ Месец          | .Јан.         | .Феб.         | .Мар.         | .Апр.         | .Мај.         | .Јун.         | .Јул.         | .Авг.         | .Сеп.         | .Окт.         | .Нов.         | .Дец.         | .Год.          |
| -------------------------- | ------------- | ------------- | ------------- | ------------- | ------------- | ------------- | ------------- | ------------- | ------------- | ------------- | ------------- | ------------- | -------------- |
| Средњи максимум, °C (°F)   | 5,5 (41,9)    | 8 (46)        | 12 (54)       | 16 (61)       | 20 (68)       | 24 (75)       | 27 (81)       | 26 (79)       | 22 (72)       | 16,5 (61,7)   | 10 (50)       | 6 (43)        | 16 (61)        |
| Просек, °C (°F)            | 2 (36)        | 4,5 (40,1)    | 8 (46)        | 11 (52)       | 15 (59)       | 19 (66)       | 21 (70)       | 20,5 (68,9)   | 17 (63)       | 12 (54)       | 7 (45)        | 3,5 (38,3)    | 12 (54)        |
| Средњи минимум, °C (°F)    | 0 (32)        | 1 (34)        | 3,5 (38,3)    | 6 (43)        | 10 (50)       | 13,5 (56,3)   | 15,5 (59,9)   | 15 (59)       | 11,5 (52,7)   | 8 (46)        | 3,5 (38,3)    | 1 (34)        | 7,5 (45,5)     |
| Количина падавина, mm (in) | 59 (23,2)     | 53 (20,9)     | 49 (19,3)     | 75 (29,5)     | 88 (34,6)     | 75,5 (29,72)  | 71 (28)       | 72 (28,3)     | 79,5 (31,3)   | 85,5 (33,66)  | 84 (33,1)     | 70 (27,6)     | 861,5 (339,17) |
| [ тражи се извор ]         |               |               |               |               |               |               |               |               |               |               |               |               |                |

## Демографија
| 1962.  | 1968.  | 1975.  | 1982.  | 1990.  | 1999.  | 2006.  | 2011.  |
| ------ | ------ | ------ | ------ | ------ | ------ | ------ | ------ |
| 25.714 | 33.445 | 39.344 | 38.404 | 37.275 | 34.469 | 34.171 | 33.730 |

## Партнерски градови
- Шумен
- Јегра
- Нојштат ан дер Вајнштрасе
- Кру
- Overijse
- Леко
- Santo Tirso Municipality
- Пори
- Мејкон
- Quiliano